# San Joaquín (Paraguay)
San Joaquín è un centro abitato del Paraguay, situato nel dipartimento di Caaguazú a 250 km dalla capitale del paese, Asunción. Forma uno dei 21 distretti del dipartimento.

## Popolazione
Al censimento del 2002 la località contava una popolazione urbana di 1.700 abitanti (14.930 nell'intero distretto).

## Caratteristiche
Fondata ufficialmente per opera dei gesuiti il 23 giugno 1747, San Joaquín fu una delle ultime tre riduzioni fondato prima dell'espulsione della Compagnia di Gesù dal Paraguay, decretata nel 1767 per ordine di Carlo III di Spagna. L'attività economica principale è l'agricoltura; le coltivazioni più diffuse sono il cotone e la soia.